# سيكو إبسون
سيكو إبسون (بالإنجليزية:  Seiko Epson)‏ (باليابانية:  セイコーエプソン株式会社 سيكو إبسون كابوشكي كايشا) والتي تعرف بشكل واسع باسمها المختصر إبسون، هي شركة إلكترونيات يابانية، حيث تعتبر الشركة واحدة من أكبر الشركات في العالم لصناعة الطابعات وأجهزة الطباعة والتصوير الرقمية. تقع المكاتب الرئيسية للشركة في سوا، في محافظة ناغانو، اليابان ولها فروع منتشرة في أنحاء العالم.

## لمحة تاريخية
لإبسون تاريخ يمتد أكثر من مائة سنة. ويبدأ مع اختراع أول ساعة يد كوارتز (Seiko Quartz Astron 35SQ) في العالم عام 1969.

## كود الطابعات
من أجل التحكم في طابعاتها فقد اخترعت شركة إبسون ما يعرف باسم ESC/P والذي هو عبارة عن لغة وصف الصفحة والذي أصبح لاحقا معيار للتحكم في الطابعات النقطية عند المصنعين في أنحاء العالم.

## المنتجات
تزدهر هذه الشركة اليوم في كثير من المجالات التقنية. وتقوم الشركة بتصميم وتصنيع وتسويق مجموعة من الأجهزة:
- الطابعات (الحبرية، المتعددة المهام، اللازر...).
- الماسحات.
- الكاميرات الرقمية.
- الوسائط المتعددة العرض.

## وصلات خارجية
- Epson Worldwide - www.epson.com (بالإنجليزية)
- Seiko Epson Corporation (بالإنجليزية)
- Seiko Epson Corporation (باليابانية)
- Epson UK - www.epson.co.uk
- Epson Europe online stores
- Epson India
- Epson Uk online store